# IBSF-Senioren-Snookerweltmeisterschaft
Die IBSF-Senioren-Snookerweltmeisterschaft (engl. IBSF World Masters Snooker Championship) ist ein Snookerturnier, das seit 2004 ausgetragen wird.

## Geschichte
Austragender Verband ist die International Billiards & Snooker Federation. Teilnahmeberechtigt sind nur Spieler, die mindestens 40 Jahre alt sind.
Rekordsieger ist der Waliser Darren Morgan, der bei sieben Finalteilnahmen sechs Titel gewann.

## Die Turniere im Überblick
| Jahr | Austragungsort                       | Sieger                               | Ergebnis                             | Finalist                             | Halbfinalisten 1                     |
| ---- | ------------------------------------ | ------------------------------------ | ------------------------------------ | ------------------------------------ | ------------------------------------ |
| 2004 | Veldhoven                            | Dene O’Kane                          | 5:2                                  | Eugene Hughes                        | Glen Wilkinson                       |
| 2004 | Veldhoven                            | Dene O’Kane                          | 5:2                                  | Eugene Hughes                        | Jyri Virtanen                        |
| 2005 | Manama                               | Dene O’Kane                          | 5:4                                  | Joe Delaney                          | Walid Hatim                          |
| 2005 | Manama                               | Dene O’Kane                          | 5:4                                  | Joe Delaney                          | Geet Sethi 2                         |
| 2006 | Amman                                | Mohammed Yousuf                      | 5:4                                  | Glen Wilkinson                       | Devendra Joshi 2                     |
| 2006 | Amman                                | Mohammed Yousuf                      | 5:4                                  | Glen Wilkinson                       | Joe Delaney                          |
| 2007 | Nakhon Ratchasima                    | Darren Morgan                        | 5:1                                  | Karnchai Wongjan                     | Geet Sethi                           |
| 2007 | Nakhon Ratchasima                    | Darren Morgan                        | 5:1                                  | Karnchai Wongjan                     | Worawit Suriyasriwan 2               |
| 2008 | Wels                                 | Dene O’Kane                          | 5:1                                  | Geet Sethi                           | Robby Foldvari                       |
| 2008 | Wels                                 | Dene O’Kane                          | 5:1                                  | Geet Sethi                           | John Welsh                           |
| 2009 | Hyderabad                            | Darren Morgan                        | 6:0                                  | Dene O’Kane                          | Simon Zammit 2                       |
| 2009 | Hyderabad                            | Darren Morgan                        | 6:0                                  | Dene O’Kane                          | Costas Konuaris                      |
| 2010 | Damaskus                             | Philip Williams                      | 6:4                                  | Tai Pichit                           | Darren Morgan 2                      |
| 2010 | Damaskus                             | Philip Williams                      | 6:4                                  | Tai Pichit                           | Simon Zammit                         |
| 2011 | nicht ausgetragen                    | nicht ausgetragen                    | nicht ausgetragen                    | nicht ausgetragen                    | nicht ausgetragen                    |
| 2012 | Sofia                                | Darren Morgan                        | 6:2                                  | Glen Wilkinson                       | Ng Yam Shui                          |
| 2012 | Sofia                                | Darren Morgan                        | 6:2                                  | Glen Wilkinson                       | Mark Tuite                           |
| 2013 | Daugavpils                           | Phisit Chandsri                      | 6:0                                  | Glen Wilkinson                       | Robert Marshall                      |
| 2013 | Daugavpils                           | Phisit Chandsri                      | 6:0                                  | Glen Wilkinson                       | Ian Sargeant                         |
| 2014 | Bangalore                            | Phisit Chandsri                      | 6:5                                  | Darren Morgan                        | Craig MacGillivray                   |
| 2014 | Bangalore                            | Phisit Chandsri                      | 6:5                                  | Darren Morgan                        | Tai Pichit                           |
| 2015 | Hurghada                             | Phisit Chandsri                      | 6:2                                  | Jason Peplow                         | Alen Matic                           |
| 2015 | Hurghada                             | Phisit Chandsri                      | 6:2                                  | Jason Peplow                         | Mohammed al-Joker                    |
| 2016 | Doha                                 | Dharminder Lilly                     | 6:2                                  | Elfed Evans                          | Phisit Chandsri                      |
| 2016 | Doha                                 | Dharminder Lilly                     | 6:2                                  | Elfed Evans                          | Aidan Owens                          |
| 2017 | Doha                                 | Darren Morgan                        | 6:3                                  | Aidan Owens                          | Alok Kumar                           |
| 2017 | Doha                                 | Darren Morgan                        | 6:3                                  | Aidan Owens                          | Elfed Evans                          |
| 2018 | Rangun                               | Darren Morgan                        | 6:0                                  | Saleh Mohammadi                      | Li Jianbing                          |
| 2018 | Rangun                               | Darren Morgan                        | 6:0                                  | Saleh Mohammadi                      | Suchakree Poomjang                   |
| 2019 | Antalya                              | Suchakree Poomjang                   | 6:2                                  | Alok Kumar                           | Zhang Kai                            |
| 2019 | Antalya                              | Suchakree Poomjang                   | 6:2                                  | Alok Kumar                           | Li Jianbing                          |
| 2020 | keine Austragung (COVID-19-Pandemie) | keine Austragung (COVID-19-Pandemie) | keine Austragung (COVID-19-Pandemie) | keine Austragung (COVID-19-Pandemie) | keine Austragung (COVID-19-Pandemie) |
| 2021 | keine Austragung (COVID-19-Pandemie) | keine Austragung (COVID-19-Pandemie) | keine Austragung (COVID-19-Pandemie) | keine Austragung (COVID-19-Pandemie) | keine Austragung (COVID-19-Pandemie) |
| 2022 | Antalya                              | Darren Morgan                        | 5:3                                  | Manan Chandra                        | Noppadon Noppachorn                  |
| 2022 | Antalya                              | Darren Morgan                        | 5:3                                  | Manan Chandra                        | Mark Tuite                           |
| 2023 | Antalya                              | Habib Sabah                          | 5:4                                  | Mohamed Shehab                       | Kamal Chawla                         |
| 2023 | Antalya                              | Habib Sabah                          | 5:4                                  | Mohamed Shehab                       | Manan Chandra                        |
| 2024 | Doha                                 | Issara Kachaiwong                    | 4:3                                  | Saleh Mohammadi                      | Manan Chandra                        |
| 2024 | Doha                                 | Issara Kachaiwong                    | 4:3                                  | Saleh Mohammadi                      | Philip Williams                      |
| 2025 | Manama                               | Muhammad Asif                        | 4:3                                  | Brijesh Damani                       | Manan Chandra                        |
| 2025 | Manama                               | Muhammad Asif                        | 4:3                                  | Brijesh Damani                       | Vijay Nichani                        |